# 奎氏銀口天竺鯛
奎氏銀口天竺鲷（學名：Jaydia queketti），為輻鰭魚綱鈎頭魚目天竺鯛科銀口天竺鲷屬下的一個種，分布於西印度洋紅海南部、阿拉伯海至南非納塔爾海域，深度66至90公尺，本魚體延長，長橢圓形，體稍側扁，頭大、眼大、口大且斜裂，頜齒細小，鋤骨和腭骨通常具齒，舌上無齒，前鰓蓋骨邊緣光滑，鰓蓋骨後緣棘不發達，體被弱櫛鱗，背鰭2個，尾鰭呈圓形，腹鰭位於胸鰭的正下方並與胸鰭成一直線，體色灰色至灰白色，背部顏色變深，身體上的深灰色到棕色斑點形成不規則的縱向線條，第一背鰭後緣有一個大的深色眼斑，尾鰭後緣和臀鰭下緣呈深灰色至黑色，胸鰭和腹鰭是透明，背鰭硬棘8枚、背鰭軟條9枚、臀鰭硬棘2枚、臀鰭軟條8枚，體長可達12.3公分，棲息底層水域，夜間活動，屬肉食性，以浮游生物為食，繁殖期時，雄魚具有口孵習性，卵約7日化成仔魚，由雄魚吐出，具短暫的仔魚飄浮期，生活習性不明。